# دانل گوردون
دانل گوردون (انگلیسی: Donell Gordon؛ زادهٔ ۲۱ نوامبر ۲۰۰۳) بازیکن فوتبال است.